# Торе Калцолари (Перуђа)
Торе Калцолари је насеље у Италији у округу Перуђа, региону Умбрија.
Према процени из 2011. у насељу је живело 106 становника. Насеље се налази на надморској висини од 509 м.